# Campeonato dos Quatro Continentes de Patinação Artística no Gelo de 2014
O Campeonato dos Quatro Continentes de Patinação Artística no Gelo de 2014 foi a décima sexta edição da competição, um evento anual de patinação artística no gelo organizado pela União Internacional de Patinação (em inglês:  International Skating Union) onde os patinadores artísticos competem pelo título de campeão dos quatro continentes. Os quatro continentes do nome da competição se referem às Américas, África, Ásia e Oceania. A competição foi disputada entre os dias 20 de janeiro e 26 de janeiro, na cidade de Taipei, Taiwan.

## Eventos
- Individual masculino
- Individual feminino
- Duplas
- Dança no gelo

## Medalhistas
| Evento                        | Ouro                                               | Prata                                        | Bronze                                             |
| Individual masculino detalhes | Takahito Mura · Japão                              | Takahiko Kozuka · Japão                      | Song Nan · China                                   |
| Individual feminino detalhes  | Kanako Murakami · Japão                            | Satoko Miyahara · Japão                      | Li Zijun · China                                   |
| Duplas detalhes               | Sui Wenjing · Han Cong · China                     | Tarah Kayne · Daniel O'Shea · Estados Unidos | Alexa Scimeca · Chris Knierim · Estados Unidos     |
| Dança no gelo detalhes        | Madison Hubbell · Zachary Donohue · Estados Unidos | Piper Gilles · Paul Poirier · Canadá         | Alexandra Aldridge · Daniel Eaton · Estados Unidos |

## Resultados

### Individual masculino
| Pos.                                                  | Nome                       | Nacionalidade  | Pontos | PC         | PL          |
| ----------------------------------------------------- | -------------------------- | -------------- | ------ | ---------- | ----------- |
| Medalha de ouro                                       | Takahito Mura              | Japão          | 242.56 | 84.21 (1)  | 158.35 (2)  |
| Medalha de prata                                      | Takahiko Kozuka            | Japão          | 236.38 | 76.85 (4)  | 159.53 (1)  |
| Medalha de bronze                                     | Song Nan                   | China          | 236.09 | 78.71 (3)  | 157.38 (3)  |
| 4                                                     | Denis Ten                  | Cazaquistão    | 226.37 | 76.34 (5)  | 150.03 (4)  |
| 5                                                     | Richard Dornbush           | Estados Unidos | 224.44 | 82.13 (2)  | 142.31 (7)  |
| 6                                                     | Joshua Farris              | Estados Unidos | 221.00 | 74.85 (7)  | 146.15 (5)  |
| 7                                                     | Guan Jinlin                | China          | 214.26 | 71.06 (9)  | 143.20 (6)  |
| 8                                                     | Adam Rippon                | Estados Unidos | 213.20 | 72.90 (8)  | 140.30 (8)  |
| 9                                                     | Jeremy Ten                 | Canadá         | 208.51 | 75.21 (6)  | 133.30 (11) |
| 10                                                    | Nam Nguyen                 | Canadá         | 204.69 | 68.17 (10) | 136.52 (10) |
| 11                                                    | Elladj Baldé               | Canadá         | 201.45 | 64.33 (13) | 137.12 (9)  |
| 12                                                    | Christopher Caluza         | Filipinas      | 191.21 | 67.84 (11) | 123.37 (13) |
| 13                                                    | Misha Ge                   | Uzbequistão    | 188.41 | 65.26 (12) | 123.15 (14) |
| 14                                                    | Lee June-hyoung            | Coreia do Sul  | 184.14 | 57.65 (19) | 126.49 (12) |
| 15                                                    | Abzal Rakimgaliev          | Cazaquistão    | 184.13 | 62.25 (15) | 121.88 (15) |
| 16                                                    | Wang Yi                    | China          | 179.52 | 61.13 (17) | 118.39 (16) |
| 17                                                    | Keiji Tanaka               | Japão          | 178.91 | 62.61 (14) | 116.30 (17) |
| 18                                                    | Chih-I Tsao                | Taipé Chinesa  | 166.73 | 51.12 (22) | 115.61 (18) |
| 19                                                    | Lee Dong-Won               | Coreia do Sul  | 166.73 | 61.16 (16) | 105.57 (19) |
| 20                                                    | Brendan Kerry              | Austrália      | 163.37 | 59.00 (18) | 104.37 (20) |
| 21                                                    | David Kranjec              | Austrália      | 156.50 | 52.36 (20) | 104.14 (21) |
| 22                                                    | Jordan Ju                  | Taipé Chinesa  | 152.46 | 52.17 (21) | 100.29 (22) |
| 23                                                    | Julian Zhi Jie Yee         | Malásia        | 137.56 | 49.29 (23) | 88.27 (24)  |
| 24                                                    | Maverick Eguia             | Filipinas      | 136.99 | 46.74 (24) | 90.25 (23)  |
| Não avançaram para a patinação livre / programa longo |                            |                |        |            |             |
| 25                                                    | Jui-Shu Chen               | Taipé Chinesa  | —      | 46.13 (25) |             |
| 26                                                    | Ronald Lam                 | Hong Kong      | —      | 45.59 (26) |             |
| 27                                                    | Andrew Dodds               | Austrália      | —      | 42.19 (27) |             |
| WD                                                    | Kim Jin-seo                | Coreia do Sul  | —      | — (WD)     |             |
| WD                                                    | Michael Christian Martinez | Filipinas      | —      | — (WD)     |             |

### Individual feminino
| Pos.              | Nome                       | Nacionalidade  | Pontos | PC         | PL          |
| ----------------- | -------------------------- | -------------- | ------ | ---------- | ----------- |
| Medalha de ouro   | Kanako Murakami            | Japão          | 196.91 | 64.73 (1)  | 132.18 (1)  |
| Medalha de prata  | Satoko Miyahara            | Japão          | 186.53 | 60.27 (4)  | 126.26 (2)  |
| Medalha de bronze | Li Zijun                   | China          | 181.56 | 62.84 (2)  | 118.72 (3)  |
| 4                 | Haruka Imai                | Japão          | 175.40 | 62.72 (3)  | 112.68 (6)  |
| 5                 | Courtney Hicks             | Estados Unidos | 169.99 | 56.36 (7)  | 113.63 (4)  |
| 6                 | Kim Hae-Jin                | Coreia do Sul  | 166.84 | 57.48 (5)  | 109.36 (7)  |
| 7                 | Alaine Chartrand           | Canadá         | 165.19 | 52.14 (15) | 113.05 (5)  |
| 8                 | Samantha Cesario           | Estados Unidos | 164.87 | 57.40 (6)  | 107.47 (8)  |
| 9                 | Park So-Youn               | Coreia do Sul  | 162.71 | 55.91 (8)  | 106.80 (9)  |
| 10                | Mirai Nagasu               | Estados Unidos | 159.78 | 55.39 (9)  | 104.39 (10) |
| 11                | Zhang Kexin                | China          | 157.57 | 54.49 (12) | 103.08 (11) |
| 12                | Amélie Lacoste             | Canadá         | 156.17 | 55.19 (10) | 100.98 (12) |
| 13                | Veronik Mallet             | Canadá         | 154.03 | 55.08 (11) | 98.95 (13)  |
| 14                | Brooklee Han               | Austrália      | 150.17 | 52.55 (14) | 97.62 (14)  |
| 15                | Zhao Ziquan                | China          | 142.32 | 53.82 (13) | 88.50 (16)  |
| 16                | Kim Tae-Kyung              | Coreia do Sul  | 132.84 | 38.91 (18) | 93.93 (15)  |
| 17                | Alisson Krystle Perticheto | Filipinas      | 114.95 | 47.81 (16) | 67.14 (19)  |
| 18                | Ami Parekh                 | Índia          | 110.66 | 41.10 (17) | 69.56 (18)  |
| 19                | Reyna Hamui                | México         | 110.26 | 32.49 (21) | 77.77 (17)  |
| 20                | Crystal Kiang              | Taipé Chinesa  | 103.26 | 36.30 (19) | 66.96 (20)  |
| 21                | Lejeanne Marais            | África do Sul  | 98.93  | 32.62 (20) | 66.31 (21)  |

### Duplas
| Pos.              | Nome                              | Nacionalidade  | Pontos | PC        | PL         |
| ----------------- | --------------------------------- | -------------- | ------ | --------- | ---------- |
| Medalha de ouro   | Sui Wenjing / Han Cong            | China          | 212.40 | 75.26 (1) | 137.14 (1) |
| Medalha de prata  | Tarah Kayne / Daniel O'Shea       | Estados Unidos | 181.45 | 62.05 (3) | 119.40 (2) |
| Medalha de bronze | Alexa Scimeca / Chris Knierim     | Estados Unidos | 170.35 | 66.04 (2) | 104.31 (4) |
| 4                 | Haven Denney / Brandon Frazier    | Estados Unidos | 167.10 | 58.57 (4) | 108.53 (3) |
| 5                 | Natasha Purich / Mervin Tran      | Canadá         | 147.80 | 49.57 (7) | 98.23 (5)  |
| 6                 | Margaret Purdy / Michael Marinaro | Canadá         | 139.99 | 51.97 (5) | 88.02 (7)  |
| 7                 | Wang Wenting / Zhang Yan          | China          | 139.95 | 49.98 (6) | 89.97 (6)  |

### Dança no gelo
| Pos.              | Nome                                           | Nacionalidade  | Pontos | DC         | DL         |
| ----------------- | ---------------------------------------------- | -------------- | ------ | ---------- | ---------- |
| Medalha de ouro   | Madison Hubbell / Zachary Donohue              | Estados Unidos | 158.25 | 61.05 (2)  | 97.20 (1)  |
| Medalha de prata  | Piper Gilles / Paul Poirier                    | Canadá         | 153.71 | 62.38 (1)  | 91.33 (2)  |
| Medalha de bronze | Alexandra Aldridge / Daniel Eaton              | Estados Unidos | 144.95 | 57.65 (3)  | 87.30 (3)  |
| 4                 | Kharis Ralph / Asher Hill                      | Canadá         | 137.03 | 53.97 (4)  | 83.06 (4)  |
| 5                 | Nicole Orford / Thomas Williams                | Canadá         | 133.42 | 53.73 (5)  | 79.69 (6)  |
| 6                 | Lynn Kriengkrairut / Logan Giulietti-Schmitt   | Estados Unidos | 130.05 | 49.55 (6)  | 80.50 (5)  |
| 7                 | Danielle O'Brien / Gregory Merriman            | Austrália      | 121.44 | 44.16 (10) | 77.28 (7)  |
| 8                 | Zhang Yiyi / Wu Nan                            | China          | 116.34 | 44.60 (9)  | 71.74 (8)  |
| 9                 | Wang Shiyue / Liu Xinyu                        | China          | 115.66 | 46.81 (7)  | 68.85 (9)  |
| 10                | Yura Min / Timothy Koleto                      | Coreia do Sul  | 111.23 | 45.12 (8)  | 66.11 (10) |
| 11                | Xhao Yue / Liu Chang                           | China          | 99.84  | 41.45 (13) | 58.39 (12) |
| 12                | Emi Hirai / Marien De La Asuncion              | Japão          | 99.82  | 44.11 (11) | 55.71 (14) |
| 13                | Ksenia Korobkova / Daryn Zhunussov             | Cazaquistão    | 98.79  | 39.80 (14) | 58.99 (11) |
| 14                | Pilar Maekawa Moreno / Leonardo Maekawa Moreno | México         | 97.11  | 43.22 (12) | 53.89 (15) |
| 15                | Elizaveta Tretiakov / Viktor Kovalenko         | Uzbequistão    | 91.76  | 35.68 (15) | 56.08 (13) |

## Quadro de medalhas
| Ordem | País           | Medalha de ouro | Medalha de prata | Medalha de bronze |    | Ordem por total |
| ----- | -------------- | --------------- | ---------------- | ----------------- | -- | --------------- |
| 1     | Japão          | 2               | 2                |                   | 4  | 1               |
| 2     | Estados Unidos | 1               | 1                | 2                 | 4  | 1               |
| 3     | China          | 1               |                  | 2                 | 3  | 3               |
| 4     | Canadá         |                 | 1                |                   | 1  | 4               |
| TOTAL | TOTAL          | 4               | 4                | 4                 | 12 | —               |